# Ламберт (лунный кратер)
Кратер Ламберт (лат. Lambert) — крупный ударный кратер в южной части Моря Дождей на видимой стороне Луны. Название присвоено в честь немецкого физика, философа, математика Иоганна Генриха Ламберта (1728—1777) и утверждено Международным астрономическим союзом в 1935 г. Образование кратера относится к эратосфенскому периоду.

## Описание кратера

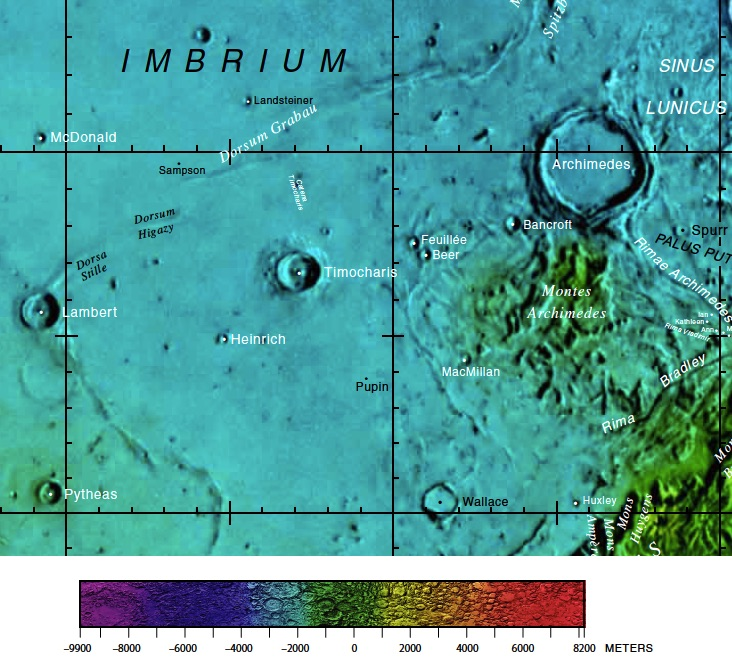
Окрестности кратера Ламберт. Фрагмент карты видимой стороны Луны.

Ближайшими соседями кратера являются маленькие кратеры Феликс, Артемис и Верне на западе; маленький кратер Аннегрит на северо-западе; кратер Мак-Дональд на севере; кратер Хейнрих на востоке и кратер Пифей на юге. На северо-западе от кратера находятся пик Ла-Гира и гряда Циркеля; на северо-востоке к кратеру примыкают гряды Штилле; на востоке-северо-востоке вблизи кратера находится одиночный безымянный треугольный пик; на юге располагаются светлые лучи от кратера Коперник и едва различимые останки сателлитного кратера Ламберт R (см. ниже). Селенографические координаты центра кратера 25°46′ с. ш. 20°59′ з. д. / 25,77° с. ш. 20,99° з. д., диаметр 30,1 км, глубина 2,6 км.
Кратер Ламберт имеет полигональную форму и практически не разрушен. Вал с четко очерченной острой кромкой и массивным внешним склоном. Внутренний склон вала террасовидной структуры. Высота вала над окружающей местностью достигает 920 м, объем кратера составляет приблизительно 610 км³. Дно чаши пересеченное, массивный центральный пик разрушен и перекрыт небольшим кратером, остатки северного склона пика рассечены 4-5 расщелинами. Кратер относится к числу кратеров, в которых зарегистрированы температурные аномалии во время затмений. Объясняется это тем, что подобные кратеры имеют небольшой возраст и скалы не успели покрыться реголитом, оказывающим термоизолирующее действие.
Кратер Ламберт включен в список кратеров с яркой системой лучей Ассоциации лунной и планетарной астрономии (ALPO).

## Сателлитные кратеры
| Ламберт | Координаты                                            | Диаметр, км |
| ------- | ----------------------------------------------------- | ----------- |
| A       | 26°28′ с. ш. 21°29′ з. д. / 26,46° с. ш. 21,49° з. д. | 3,7         |
| B       | 24°20′ с. ш. 20°08′ з. д. / 24,34° с. ш. 20,13° з. д. | 3,9         |
| R       | 23°53′ с. ш. 20°40′ з. д. / 23,88° с. ш. 20,66° з. д. | 55,7        |
| T       | 28°28′ с. ш. 20°17′ з. д. / 28,47° с. ш. 20,29° з. д. | 3,7         |
| W       | 24°29′ с. ш. 22°40′ з. д. / 24,49° с. ш. 22,66° з. д. | 2,3         |

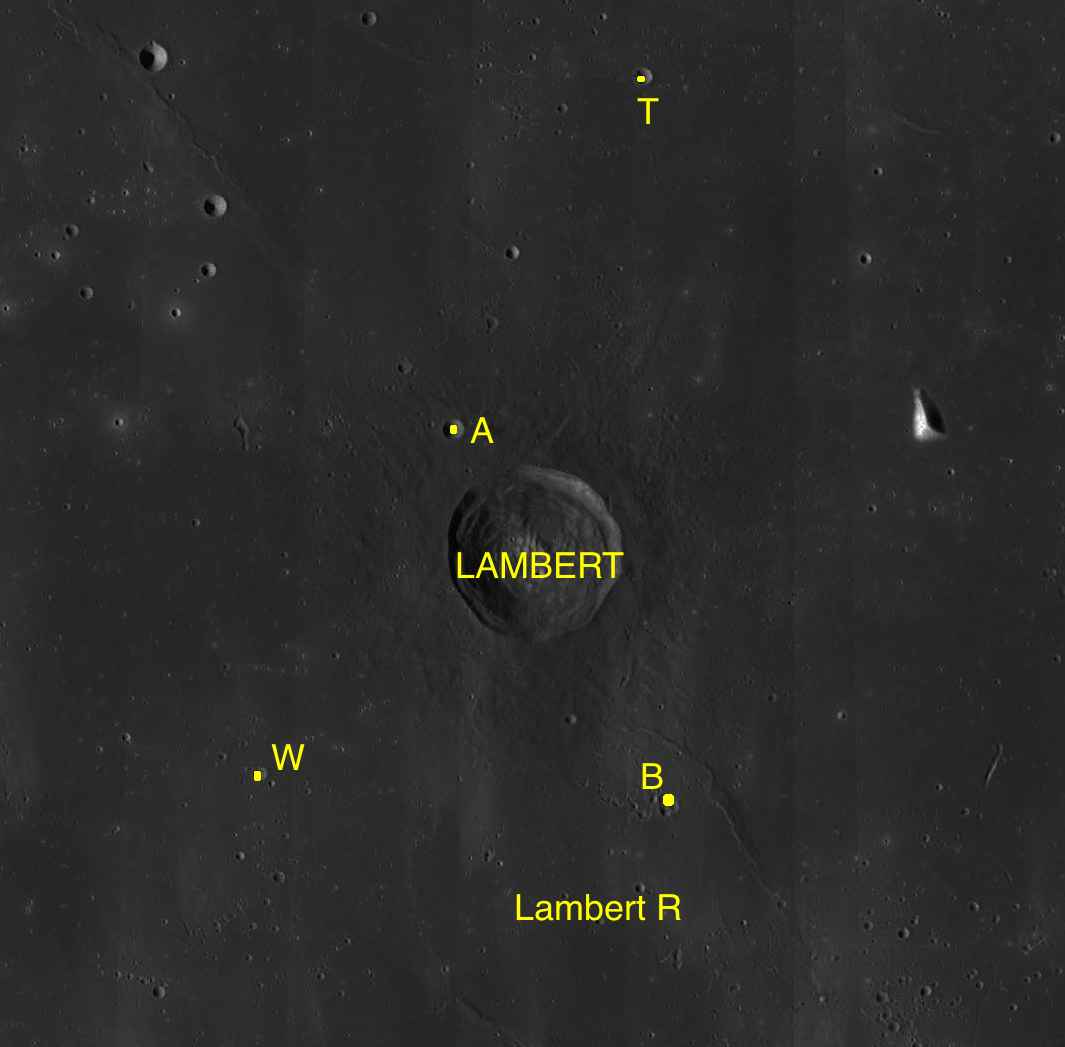
Фрагмент карты LAC-40.

- Образование сателлитного кратера Ламберт R относится к раннеимбрийскому периоду[1].

## См.также
- Список кратеров на Луне
- Лунный кратер
- Морфологический каталог кратеров Луны
- Планетная номенклатура
- Селенография
- Минералогия Луны
- Геология Луны
- Поздняя тяжёлая бомбардировка